# Colegiul Național Vasile Lucaciu din Baia Mare
Colegiul Național "Vasile Lucaciu" este o instituție de învățământ în Baia Mare. Este numit în onoarea lui Vasile Lucaciu, preot și politician român. 
Este un colegiu cu profil real-umanist, și are în componență atât clase de liceu cât și clase gimnaziale, asigurând cuprinderea unei populații școlare reprezentative și cu opțiuni profesionale diferențiate pentru un număr de peste 1000 elevi. Profilurile și specialitățile existente sunt într-un raport optim cu factorii demografici, social-economici și de orientare profesională ce caracterizează dinamica municipiului Baia Mare, a zonei limitrofe și a județului Maramureș. Pentru fiecare an de studiu din anii liceali există opt clase, din care cinci cu profil matematică-informatică. Din aceste cinci clase, una are profil bilingv engleză, una profil intensiv engleză, una intensiv informatică, una de web-design și una simplă. Celelalte trei clase sunt de biochimie simplu, biochimie intensiv engleza și o clasa de stiinte sociale.
Colegiul dispune de o baza tehnico-materiala foarte bună, iar în anul 2003 a fost dat în folosință Centrul de Documentare și Informare (CDI) și un Laborator Multimedia la care au acces atât profesorii cât și elevii.
Activitatea științifică a cadrelor didactice s-a concretizat în publicarea unor cărți, culegeri de probleme, articole metodice și științifice sau cu participări cu lucrări la conferințe naționale și internaționale. Unele dintre cadrele didactice și elevi au câștigat burse individuale în străinatate (SUA, Marea Britanie, Franța); și mai mulți au participat la cursuri de perfecționare desfășurate în diferite țări europene sau sub egida unor instituții europene.
Între altele, baza materială a școlii cuprinde:
- Centrul de Documentare și Informare (CDI)-dotat cu aparatură modernă.
- bibliotecă cu peste 32.500 de publicații, printre care figurează și Enciclopedia "Britannica" (31 volume), Enciclopedia în culori "Larousse" (22 volume), Enciclopedia "Universalis" (CD-ROM);